# Amir Abrashi
Amir Malush Abrashi (Bischofszell, 27 maart 1990) is een Albanees-Zwitsers voetballer die doorgaans speelt als middenvelder. In juli 2021 verruilde hij SC Freiburg voor Grasshoppers. Abrashi maakte in 2013 zijn debuut in het Albanees voetbalelftal, waarmee hij deelnam aan het EK 2016 en het EK 2024.

## Clubcarrière
Abrashi startte zijn carrière bij FC Bischofszell en speelde bij FC Weinfelden-Bürglen, voordat hij in 2005 de overstap maakte naar FC Winterthur. Bij die club doorliep hij ook de jeugdopleiding en in 2008 stroomde de middenvelder door naar het eerste elftal van de club. Op 27 april 2008 debuteerde hij tijdens een duel met FC La Chaux-de-Fonds (1–0 nederlaag). In juli 2010 werd hij voor de duur van één seizoen verhuurd aan Grasshoppers. Na een jaar werd hij overgenomen voor zeshonderdduizend euro. In 2015 verkaste hij naar SC Freiburg, waar hij voor drie jaar tekende. In zijn eerste seizoen werd hij met Freiburg kampioen van de 2. Bundesliga. In december 2016 verlengde Abrashi zijn verbintenis bij de Duitse club met twee seizoenen, tot medio 2020. Hier kwam later nog een seizoen bij. Na slechts vijf competitiewedstrijden in de eerste helft van het seizoen 2020/21 werd Abrashi gehuurd door FC Basel. Medio 2021 keerde de middenvelder transfervrij terug bij Grasshoppers.

## Clubstatistieken
| Seizoen | Club          | Competitie       | Competitie | Competitie | Beker | Beker | Internationaal | Internationaal | Totaal | Totaal |
| Seizoen | Club          | Competitie       | Wed.       | Dlp.       | Wed.  | Dlp.  | Wed.           | Dlp.           | Wed.   | Dlp.   |
| ------- | ------------- | ---------------- | ---------- | ---------- | ----- | ----- | -------------- | -------------- | ------ | ------ |
| 2007/08 | FC Winterthur | Challenge League | 3          | 0          | 0     | 0     | —              | —              | 3      | 0      |
| 2008/09 | FC Winterthur | Challenge League | 27         | 1          | 0     | 0     | —              | —              | 27     | 1      |
| 2009/10 | FC Winterthur | Challenge League | 28         | 3          | 1     | 0     | —              | —              | 29     | 3      |
| 2010/11 | Grasshoppers  | Super League     | 27         | 1          | 2     | 2     | 2              | 0              | 31     | 3      |
| 2011/12 | Grasshoppers  | Super League     | 15         | 0          | 1     | 0     | 2              | 0              | 18     | 0      |
| 2012/13 | Grasshoppers  | Super League     | 27         | 3          | 4     | 0     | 2              | 0              | 33     | 3      |
| 2013/14 | Grasshoppers  | Super League     | 32         | 0          | 3     | 1     | 2              | 1              | 37     | 2      |
| 2014/15 | Grasshoppers  | Super League     | 26         | 2          | 2     | 0     | 2              | 0              | 30     | 2      |
| 2015/16 | SC Freiburg   | 2. Bundesliga    | 33         | 3          | 1     | 0     | —              | —              | 34     | 3      |
| 2016/17 | SC Freiburg   | Bundesliga       | 20         | 1          | 1     | 0     | —              | —              | 30     | 1      |
| 2017/18 | SC Freiburg   | Bundesliga       | 12         | 0          | 1     | 0     | 2              | 0              | 15     | 0      |
| 2018/19 | SC Freiburg   | Bundesliga       | 10         | 0          | 0     | 0     | —              | —              | 10     | 0      |
| 2019/20 | SC Freiburg   | Bundesliga       | 13         | 0          | 0     | 0     | —              | —              | 10     | 0      |
| 2020/21 | SC Freiburg   | Bundesliga       | 5          | 0          | 0     | 0     | —              | —              | 10     | 0      |
| 2020/21 | → FC Basel    | Super League     | 10         | 0          | 0     | 0     | —              | —              | 10     | 0      |
| 2021/22 | Grasshoppers  | Super League     | 19         | 0          | 0     | 0     | —              | —              | 19     | 0      |
| 2022/23 | Grasshoppers  | Super League     | 27         | 0          | 1     | 0     | —              | —              | 28     | 0      |
| 2023/24 | Grasshoppers  | Super League     | 36         | 0          | 3     | 0     | —              | —              | 39     | 0      |
| 2024/25 | Grasshoppers  | Super League     | 15         | 0          | 2     | 0     | —              | —              | 17     | 0      |
| Totaal  | Totaal        | Totaal           | 386        | 14         | 22    | 3     | 12             | 1              | 420    | 18     |

Bijgewerkt op 25 december 2024.

## Interlandcarrière
In de jeugdreeksen speelde Abrashi voor de nationale jeugdteams van Zwitserland. Hij nam met Zwitserland ook aan het voetbaltoernooi op de Olympische Zomerspelen 2012 in Londen. Nadien beslist hij echter uit te komen voor de Albanese nationale ploeg. Abrashi maakte zijn debuut voor het Albanees voetbalelftal op 14 augustus 2013, toen er met 2–0 gewonnen werd tegen Armenië. Van bondscoach Gianni De Biasi mocht de middenvelder in de basis beginnen. Een kwartier voor tijd werd hij vervangen door Vullnet Basha. In juni 2016 nam Abrashi met Albanië deel aan het Europees kampioenschap voetbal 2016 in Frankrijk, het eerste interlandtoernooi waarvoor het land zich plaatste. Albanië werd in de groepsfase uitgeschakeld na een overwinning op Roemenië (1–0) en nederlagen tegen Zwitserland (0–1) en Frankrijk (0–2). Zijn eerste interlanddoelpunt maakte Abrashi op 25 maart 2019, tijdens zijn negenentwintigste optreden voor Albanië. Op die dag werd gespeeld tegen Andorra en na doelpunten van Armando Sadiku en Bekim Balaj besliste Abrashi de eindstand op 0–3.
In mei 2024 werd Abrashi door bondscoach Sylvinho opgenomen in de voorselectie van Albanië voor het EK 2024 in Duitsland. Later maakte hij ook onderdeel uit van de definitieve selectie. Albanië werd in de groepsfase uitgeschakeld na nederlagen tegen Italië (2–1) en Spanje (0–1) en een gelijkspel tegen Kroatië (2–2). Abrashi kwam niet in actie.
| Interlands van Amir Abrashi voor Albanië | Interlands van Amir Abrashi voor Albanië | Interlands van Amir Abrashi voor Albanië | Interlands van Amir Abrashi voor Albanië | Interlands van Amir Abrashi voor Albanië | Interlands van Amir Abrashi voor Albanië | Interlands van Amir Abrashi voor Albanië |
| №                                        | Datum                                    | Wedstrijd                                | Uitslag                                  | Competitie                               | Goals                                    |                                          |
| Als speler bij Grasshoppers              | Als speler bij Grasshoppers              | Als speler bij Grasshoppers              | Als speler bij Grasshoppers              | Als speler bij Grasshoppers              | Als speler bij Grasshoppers              |                                          |
| ---------------------------------------- | ---------------------------------------- | ---------------------------------------- | ---------------------------------------- | ---------------------------------------- | ---------------------------------------- | ---------------------------------------- |
| 1                                        | 14 augustus 2013                         | Albanië – Armenië                        | 2 – 0                                    | Vriendschappelijk                        |                                          |                                          |
| 2                                        | 6 september 2013                         | Slovenië – Albanië                       | 1 – 0                                    | WK 2014 kwalificatie                     |                                          |                                          |
| 3                                        | 11 oktober 2013                          | Albanië – Zwitserland                    | 1 – 2                                    | WK 2014 kwalificatie                     |                                          |                                          |
| 4                                        | 15 oktober 2013                          | Cyprus – Albanië                         | 0 – 0                                    | WK 2014 kwalificatie                     |                                          |                                          |
| 5                                        | 5 maart 2014                             | Albanië – Malta                          | 2 – 0                                    | Vriendschappelijk                        |                                          |                                          |
| 6                                        | 31 mei 2014                              | Albanië – Roemenië                       | 0 – 1                                    | Vriendschappelijk                        |                                          |                                          |
| 7                                        | 8 juni 2014                              | San Marino – Albanië                     | 0 – 3                                    | Vriendschappelijk                        |                                          |                                          |
| 8                                        | 7 september 2014                         | Portugal – Albanië                       | 0 – 1                                    | EK 2016 kwalificatie                     |                                          |                                          |
| 9                                        | 11 oktober 2014                          | Albanië – Denemarken                     | 1 – 1                                    | EK 2016 kwalificatie                     |                                          |                                          |
| 10                                       | 14 oktober 2014                          | Servië – Albanië                         | 3 – 0                                    | EK 2016 kwalificatie                     |                                          |                                          |
| 11                                       | 14 november 2014                         | Frankrijk – Albanië                      | 1 – 1                                    | Vriendschappelijk                        |                                          |                                          |
| 12                                       | 18 november 2014                         | Italië – Albanië                         | 1 – 0                                    | Vriendschappelijk                        |                                          |                                          |
| 13                                       | 29 maart 2015                            | Albanië – Armenië                        | 2 – 1                                    | EK 2016 kwalificatie                     |                                          |                                          |
| Als speler bij SC Freiburg               |                                          |                                          |                                          |                                          |                                          |                                          |
| 14                                       | 4 september 2015                         | Denemarken – Albanië                     | 0 – 0                                    | EK 2016 kwalificatie                     |                                          |                                          |
| 15                                       | 7 september 2015                         | Albanië – Portugal                       | 0 – 1                                    | EK 2016 kwalificatie                     |                                          |                                          |
| 16                                       | 11 oktober 2015                          | Armenië – Albanië                        | 0 – 3                                    | EK 2016 kwalificatie                     |                                          |                                          |
| 17                                       | 26 maart 2016                            | Oostenrijk – Albanië                     | 2 – 1                                    | Vriendschappelijk                        |                                          |                                          |
| 18                                       | 3 juni 2016                              | Albanië – Oekraïne                       | 1 – 3                                    | Vriendschappelijk                        |                                          |                                          |
| 19                                       | 11 juni 2016                             | Albanië – Zwitserland                    | 0 – 1                                    | EK 2016                                  |                                          |                                          |
| 20                                       | 15 juni 2016                             | Frankrijk – Albanië                      | 2 – 0                                    | EK 2016                                  |                                          |                                          |
| 21                                       | 19 juni 2016                             | Roemenië – Albanië                       | 0 – 1                                    | EK 2016                                  |                                          |                                          |
| 22                                       | 31 augustus 2016                         | Albanië – Marokko                        | 0 – 0                                    | Vriendschappelijk                        |                                          |                                          |
| 23                                       | 5 september 2016                         | Albanië – Macedonië                      | 2 – 1                                    | WK 2018 kwalificatie                     |                                          |                                          |
| 24                                       | 6 oktober 2016                           | Liechtenstein – Albanië                  | 0 – 2                                    | WK 2018 kwalificatie                     |                                          |                                          |
| 25                                       | 4 juni 2017                              | Luxemburg – Albanië                      | 2 – 1                                    | Vriendschappelijk                        |                                          |                                          |
| 26                                       | 11 juni 2017                             | Israël – Albanië                         | 0 – 3                                    | WK 2018 kwalificatie                     |                                          |                                          |
| 27                                       | 2 september 2017                         | Albanië – Liechtenstein                  | 2 – 0                                    | WK 2018 kwalificatie                     |                                          |                                          |
| 28                                       | 22 maart 2019                            | Albanië – Turkije                        | 0 – 2                                    | EK 2020 kwalificatie                     |                                          |                                          |
| 29                                       | 25 maart 2019                            | Andorra – Albanië                        | 0 – 3                                    | EK 2020 kwalificatie                     | 90+6'                                    |                                          |
| 30                                       | 8 juni 2019                              | IJsland – Albanië                        | 1 – 0                                    | EK 2020 kwalificatie                     |                                          |                                          |
| 31                                       | 11 juni 2019                             | Albanië – Moldavië                       | 2 – 0                                    | EK 2020 kwalificatie                     |                                          |                                          |
| 32                                       | 7 september 2019                         | Frankrijk – Albanië                      | 4 – 1                                    | EK 2020 kwalificatie                     |                                          |                                          |
| 33                                       | 10 september 2019                        | Albanië – IJsland                        | 4 – 2                                    | EK 2020 kwalificatie                     |                                          |                                          |
| 34                                       | 11 oktober 2019                          | Turkije – Albanië                        | 1 – 0                                    | EK 2020 kwalificatie                     |                                          |                                          |
| 35                                       | 14 oktober 2019                          | Moldavië – Albanië                       | 0 – 4                                    | EK 2020 kwalificatie                     |                                          |                                          |
| 36                                       | 4 september 2020                         | Wit-Rusland – Albanië                    | 0 – 2                                    | Nations League 2020/21                   |                                          |                                          |
| 37                                       | 7 september 2020                         | Albanië – Litouwen                       | 0 – 1                                    | Nations League 2020/21                   |                                          |                                          |
| 38                                       | 11 oktober 2020                          | Kazachstan – Albanië                     | 0 – 0                                    | Nations League 2020/21                   |                                          |                                          |
| 39                                       | 14 oktober 2020                          | Litouwen – Albanië                       | 0 – 0                                    | Nations League 2020/21                   |                                          |                                          |
| 40                                       | 15 november 2020                         | Albanië – Kazachstan                     | 3 – 1                                    | Nations League 2020/21                   |                                          |                                          |
| Als speler bij FC Basel                  |                                          |                                          |                                          |                                          |                                          |                                          |
| 41                                       | 5 juni 2021                              | Wales – Albanië                          | 0 – 0                                    | Vriendschappelijk                        |                                          |                                          |
| 42                                       | 8 juni 2021                              | Tsjechië – Albanië                       | 3 – 1                                    | Vriendschappelijk                        |                                          |                                          |
| Als speler bij Grasshoppers              |                                          |                                          |                                          |                                          |                                          |                                          |
| 43                                       | 2 september 2021                         | Polen – Albanië                          | 4 – 1                                    | WK 2022 kwalificatie                     |                                          |                                          |
| 44                                       | 5 september 2021                         | Albanië – Hongarije                      | 1 – 0                                    | WK 2022 kwalificatie                     |                                          |                                          |
| 45                                       | 6 juni 2022                              | IJsland – Albanië                        | 1 – 1                                    | Nations League 2022/23                   |                                          |                                          |
| 46                                       | 10 juni 2022                             | Albanië – Israël                         | 1 – 2                                    | Nations League 2022/23                   |                                          |                                          |
| 47                                       | 13 juni 2022                             | Albanië – Estland                        | 0 – 0                                    | Vriendschappelijk                        |                                          |                                          |
| 48                                       | 24 september 2022                        | Israël – Albanië                         | 2 – 1                                    | Nations League 2022/23                   |                                          |                                          |
| 49                                       | 27 september 2022                        | Albanië – IJsland                        | 1 – 1                                    | Nations League 2022/23                   |                                          |                                          |
| 50                                       | 16 november 2022                         | Albanië – Italië                         | 1 – 3                                    | Vriendschappelijk                        |                                          |                                          |
| 51                                       | 16 november 2024                         | Albanië – Tsjechië                       | 0 – 0                                    | Nations League 2024/25                   |                                          |                                          |

Bijgewerkt op 25 december 2024.

## Erelijst
| Competitie    |              |              |              |              |
| Competitie    | Aantal       | Jaren        |              |              |
| Grasshoppers  | Grasshoppers | Grasshoppers | Grasshoppers | Grasshoppers |
| ------------- | ------------ | ------------ | ------------ | ------------ |
| Schweizer Cup | 1            | 2012/13      |              |              |
| SC Freiburg   |              |              |              |              |
| 2. Bundesliga | 1            | 2015/16      |              |              |